# Sierra Leone-i labdarúgó-bajnokság (első osztály)
A Sierra Leone National Premier League a Sierra Leone-i labdarúgó bajnokságok legfelsőbb osztályának elnevezése. 1967-ben alapították és 14 csapat részvételével zajlik. A bajnok a bajnokok Ligájában indulhat.

## A 2011–2012-es bajnokság résztvevői
| Klub             | Város      |
| ---------------- | ---------- |
| East End Lions   | Freetown   |
| Diamond Stars    | Koidu Town |
| Bo Rangers       | Bo         |
| Mighty Blackpool | Freetown   |
| Ports Authority  | Freetown   |
| Kamboi Eagles    | Kenema     |
| Wusum Stars      | Makeni     |
| Central Parade   | Freetown   |
| Old Edwardians   | Freetown   |
| Gem Stars F.C.   | Tongoma    |
| Freetown City    | Freetown   |
| Johansen         | Freetown   |
| Kallon           | Freetown   |
| Kissy All Stars  | Freetown   |

## Az eddigi bajnokok
| - 1968 : Mighty Blackpool - 1969-72 : nem volt bajnokság - 1973 : Ports Authority - 1974 : Mighty Blackpool - 1975-76 : nem volt bajnokság - 1977 : East End Lions - 1978 : Mighty Blackpool - 1979 : Mighty Blackpool - 1980 : East End Lions - 1981 : Real Republicans - 1982 : Sierra Fisheries - 1983 : Real Republicans - 1984 : Real Republicans - 1985 : East End Lions - 1986 : Sierra Fisheries | - 1987 : Sierra Fisheries - 1988 : Mighty Blackpool - 1989 : Freetown United - 1990 : Old Edwardians - 1991 : Mighty Blackpool - 1992 : East End Lions - 1993 : East End Lions - 1994 : East End Lions - 1995 : Mighty á - 1996 : Mighty Blackpool - 1997 : East End Lions - 1998 : Mighty ý - 1999 : East End Lions - 1999/00 : Mighty Blackpool - 2000/01 : Mighty Blackpool | - 2002-04 : nem volt bajnokság - 2005 : East End Lions - 2005/06 : Kallon - 2007/08 : Ports Authority - 2008/09 : East End Lions - 2009/10 : East End Lions - 2010/11 : Ports Authority - 2011/12 : Diamond Stars - 2012/13 : Diamond Stars - 2013/14 : megszakították a küzdelmeket - 2014/15 : nem volt bajnokság - 2015/16 : megszakították a küzdelmeket' - 2016/17 : megszakították a küzdelmeket |

## Bajnoki címek eloszlása
| Klub                                     | Város    | Bajnoki címek | Utolsó |
| ---------------------------------------- | -------- | ------------- | ------ |
| Mighty Blackpool                         | Freetown | 11            | 2001   |
| East End Lions                           | Freetown | 11            | 2010   |
| Kallon (korábban Sierra Fisheries)       | Freetown | 4             | 2006   |
| Real Republicans                         | Freetown | 3             | 1984   |
| Ports Authority                          | Freetown | 3             | 2011   |
| Diamond Stars                            | Koidu    | 2             | 2013   |
| Freetown City (korábban Freetown United) | Freetown | 1             | 1989   |
| Old Edwardians                           | Freetown | 1             | 1990   |

## Külső hivatkozások
- Információk az RSSSF honlapján
- Információk Archiválva 2012. június 20-i dátummal a Wayback Machine-ben a FIFA honlapján